# Teresa Kim
Św. Teresa Kim (ko. 김 데레사) (ur. 1797 r. w Myeoncheon w prowincji Chungcheong, Korea – zm. 9 stycznia 1840 r. w Seulu) – męczennica, święta Kościoła katolickiego.
Z rodziny Teresy Kim pochodziło kilku męczenników. Była ciotką pierwszego koreańskiego księdza Andrzeja Kim Tae-gŏn i kuzynką jego ojca Ignacy Kim Che-jun. Jej dziadek Pius Kim Chin-hu i ojciec Andrzej Kim Han-hyon byli więzieni i torturowani z powodu wiary. Teresa Kim, mając 17 lat, poślubiła Józefa Son. Miała kilkoro dzieci. Owdowiała w wieku 32 lat - jej mąż zmarł w więzieniu, do którego trafił z powodu wiary. Teresa Kim prowadziła przykładne życie i była podziwiana przez otoczenie. Przez pewien czas ukrywała katolickich księży oraz biskupa Imberta. Została aresztowana 19 lipca 1839 r. Nie zdradziła ani misjonarzy, ani innych współwyznawców, mimo że poddawano ją chłoście. Została uduszona w więzieniu 9 stycznia 1840 r.
Dzień jej wspomnienia przypada 20 września.
Beatyfikowana 5 lipca 1925 r. przez Piusa XI, kanonizowana 6 maja 1984 r. przez Jana Pawła II w grupie 103 męczenników koreańskich.